# Eucort Victoria
L'Eucort Victoria fou un model d'automòbil produït per la marca catalana Eucort entre els anys 1949 i 1953. El Victoria fou el segon model de la marca i suposà l'evolució del primer, l'Eucort Turismo. Disponible amb carrosseries de berlina quatre portes i familiar (anomenat "rural"), el Victoria es produïa a la factoria de la marca al carrer de Nàpols 124 de Barcelona.
El Victoria es va presentar a la Fira de Mostres de Barcelona de 1949. El nou disseny exterior del Victoria suposava un avanç respecte al Turismo, ja que el nou model duia els parafangs integrats a la línia general de la carrosseria, més a la moda aleshores. Mecànicament, l'Eucort Victoria equipava el motor tricilíndric en línia de dos temps, 1.034 cc i 32 cavalls que ja havia equipat el Turismo. El Victoria tenia tracció davantera i transmissió manual de tres velocitats, arribant a una velocitat màxima d'entre 95 i 100 quilòmetres per hora.
Només un any després de la presentació del Victoria, el 1950, es presentà l'últim model de producció en sèrie de la marca, l'Eucort Victoria Avión, que prenia la base del Victoria. L'any 1951 també es produiria de manera artesanal l'Eucort Stromberg, carrossat per carrosseries Capella sobre la base del Victoria.